# Knish
Le knish (russe : Кныш) est un plat juif ashkénaze originaire d'Europe de l'Est, également consommé en Amérique du Nord.

## Étymologie
Knish (קניש) est un mot yiddish dérivé du russe ou de l'ukrainien knysh (Книш) qui signifie « gâteau » ou « boulette ».

## Histoire
Le knish a été importé en Amérique du Nord au début du XIXe siècle par les immigrants juifs. La première boulangerie vendant du knish a été ouverte en 1910 à New York. Il est resté un plat populaire jusque dans les années 2000. De nombreux établissements se sont depuis spécialisés dans sa vente : Knish Shop à Baltimore, Buffalo et Bergen à Washington DC, ou My Mother's Knish à Westlake Village. De nombreuses cultures ont un plat similaire : cornish pasty, empanada, rissoles, calzone, fatayer, samoussa, pierogi et pirojki.

## Recette
Le knish se compose d'une farce enrobée de pâte, cuite au four, grillée ou frite. Dans la recette traditionnelle d'Europe de l'Est, la farce est faite de purée de pomme de terre, viande hachée, choucroute, oignon, kacha, ou fromage. D'autres types de garnitures comprennent des patates douces, des haricots noirs, des fruits, des brocolis, du tofu ou des épinards. Il peut être rond, rectangulaire ou carré, entièrement enrobé de pâte ou non. La taille va de la bouchée mangée comme hors-d'œuvre au sandwich.

## Annexe